# Go! Das Motormagazin
GO! Das Motormagazin ist ein österreichisches Fernsehmagazin, das wöchentlich von Freitag bis Montag auf PULS 4 und Sat.1 Österreich präsentiert wird. Die Sendung behandelt im Wesentlichen das Thema Automobil mit Berichten und Neuigkeiten aus der Fahrzeugwelt. Zeitweilig war GO! auf kabel eins Austria zu sehen. Bereits ausgestrahlte Folgen werden online in der PULS 4 Mediathek und auf dem YouTube-Kanal angeboten.

## Die Sendung
Das Magazin zeigt Reportagen, Neuerungen und Tests zum Thema Auto und Motor. Gelegentlich werden Berichterstattungen von den wichtigsten Automobil-Messen der Welt gezeigt. Moderiert wurde das Magazin bis Februar 2016 von Ronny Rockenbauer. Ab Februar 2016 übernahm Tom Trabitsch die Moderation von GO!. Seit Sommer 2019 wird er von Andi Reinsperger unterstützt.